# Корт-сквер, 1
Корт-сквер, 1 (англ. One Court Square) — 54-этажный небоскрёб высотой в 205 метров в Лонг-Айленд-Сити, Куинс, Нью-Йорк. Строительство было завершено в 1990 году архитектурным бюро Skidmore, Owings & Merrill LLP для Citigroup. Здание оставалось самым высоким в Куинсе с момента завершения строительства и до возведения Скайлайн-тауэр в 2019 году.

## Дизайн
Башня была спроектирована архитектурным бюро Skidmore, Owings and Merrill и принадлежит компании Savanna. Здание имеет фасад из зелёного тонированного стекла и возвышается над землей на 50 этажей, а всего в нём 54 этажа. В здании имеется 27 пассажирских лифтов, 4 грузовых лифта и 6 эскалаторов. Внутренняя площадь здания составляет 130 216 квадратных метра.
В течение 29 лет башня была самым высоким зданием в штате Нью-Йорк за пределами Манхэттена и самым высоким зданием на Лонг-Айленде. В 2019 году высоту здания превзошли Бруклин-поинт-тауэр и Скайлайн-тауэр, и оно стало третьим по высоте зданием на Лонг-Айленде и вторым по высоте в боро Куинс.

## История
Корт-сквер, 1 был открыт в 1990 году. Citigroup продала здание в 2005 году. В 2012 году бруклинские инвесторы в недвижимость Джоэл Шрайбер и Дэвид Вернер приобрели башню за 481 млн долларов США у SL Green и JPMorgan Asset Management. В 2020 году логотип Citi был удален со здания и заменен на логотип телекоммуникационной компании Altice USA, являющейся арендатором.

## Арендаторы
WNYZ-LD (также известный как радиостанция Voice of NY Radio Korea) вещает с вершины этого здания, как и различные маломощные телевизионные станции.
С 2017 года на верхних этажах здания располагается штаб-квартира компании Altice.
В 2018 году башня была выбрана для предоставления до 25 этажей компании Amazon в рамках одного из трех мест размещения Amazon HQ2. Однако позже размещение Amazon HQ2 в Нью-Йорке было отменено.